# Керування часом

Згідно з принципом Парето, лише 20 % всієї діяльності призводить до 80 % бажаного результату.

Керування часом, тайм-менеджмент (від англ. time management) — сукупність методик оптимальної організації часу для виконання поточних задач, проектів та календарних подій. Типовими підходами в керуванні часом є постановка пріоритетів, розбиття великих завдань та проектів на окремі дії та делегування іншим людям. До керування часом належать також методи впливу на мотивацію та контролю результатів. По темі менеджменту часу часто проводяться психологічні тренінги. Головними допоміжними інструментами для керування часом є особистий календар, список поточних завдань та список проектів. Механізми для керування часом (календар та список задач з можливістю їх пріоритизації та категоризації) реалізовані в комп'ютерних програмах таких як Microsoft Outlook, iCal а також у сучасних мобільних телефонах та кишенькових комп'ютерах.
На винахід терміну тайм-менеджмент претендує компанія Time Management International. Її засновник, данець Клаус Меллер, в 70-ті роки винайшов Time Manager — складно влаштований блокнот-щоденник, який можна вважати прабатьком сучасного органайзера.

## Прийоми в керуванні часом
Для того, щоби визначити як наразі використовується час рекомендується впродовж певного часу вести щоденник, в якому нотується кількість часу необхідна для виконання типових задач. Це дозволяє точніше розраховувати власні сили у плануванні.
Щоби оцінювати свій прогрес ефективним методом є щотижневий аналіз виконаного та того, що очікується на наступному тижні.

### Постановка пріоритетів
Згідно з емпіричним принципом Парето, лише 20 % всіх справ призводять до 80 % бажаного результату. Розставлення пріоритетів полягає у визначенні саме цих 20 % справ, які матимуть найбільший вплив.
Президент США Дуайт Девід Ейзенхауер запропонував просту методику для визначення пріоритетів серед списку всіх поточних дій. Це здійснюється за допомогою градації задач стосовно їхньої терміновості та важливості як у наступній таблиці:
| Важливість \ Терміновість | не терміново                                             | терміново                            |
| важливо                   | запланувати час виконання задачі та виконати її особисто | одразу самостійно виконати           |
| не важливо                | не робити, відкинути                                     | делегувати задачу компетентній особі |

### Планування робочого часу фахівця
Планування означає підготовку до реалізації цілей та упорядкування робочого часу. З практики відомо, що при витраті 10 хвилин на планування робочого часу можна щодня заощадити до двох годин.
Для раціонального використання свого часу фахівцю необхідно, перш за все, чітко усвідомити свої основні функції, цілі, завдання та бюджет часу. При плануванні слід враховувати такі основні правила:
1. При складанні плану на день залишити 40 % часу вільним, тобто 60 % часу відвести на планові роботи, 20 — на непередбачені, 20 % — на ті, що виникають спонтанно;
2. Треба постійно фіксувати витрачений час. При цьому слід вказувати, як і на які потреби він був витрачений. У результаті фахівець, маючи повне уявлення про витрати свого часу, може складати план на майбутнє;
3. Для складання гарного плану з чітким зазначенням використаного часу необхідно розподілити свої завдання на довго-, середньо- і короткострокові;
4. Основні принципи складання плану: регулярність, системність, послідовність;
5. Для забезпечення реальності планування слід планувати такий обсяг завдань, з яким фахівець може реально впоратися.

Основою плану використання часу фахівця може служити його перспективний план. З урахуванням цього багаторічного плану складають річний план, який охоплює квартальні плани. Квартальні плани можуть бути скоординовані з річним планом та розділені на місячні плани. Виходячи з цього тижнево-добовий план буде найточнішим планом використання робочого часу фахівця. План на робочий день являє собою найважливішу сходинку в плануванні робочого часу, він постійно контролюється і коригується з урахуванням обставин.

### Авторські методики керування часом

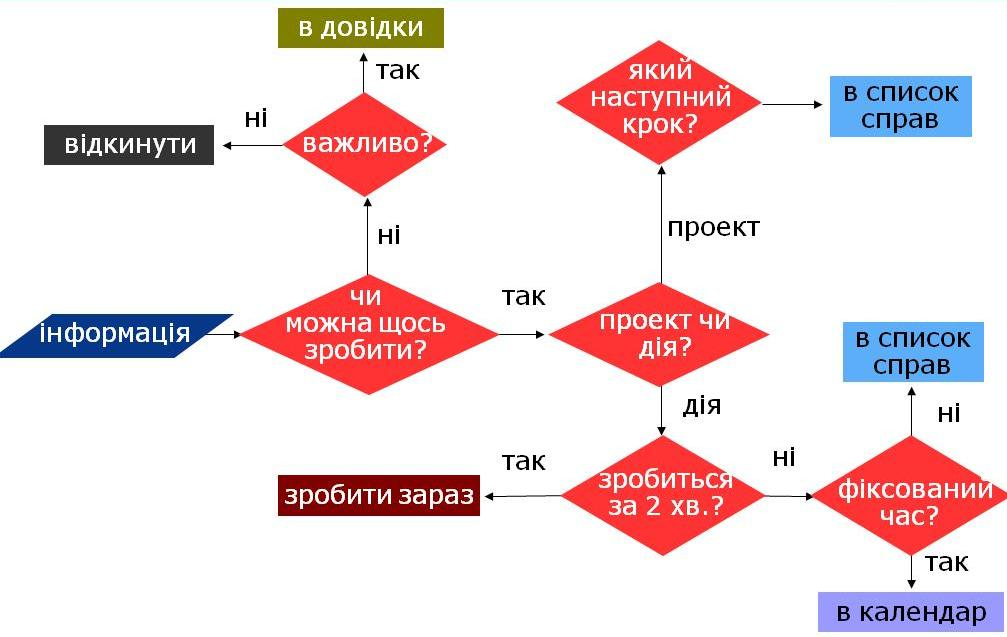
Алгоритм керування часом згідно з методикою Getting Things Done.

Існує безліч авторських методик для керування часом. Великою популярністю в англомовному світі користується методика Getting Things Done розроблена Девідом Алленом. Вона базується на тому, що записування всіх поточних справ, проектів та ідей дозволяє тримати пам'ять не перевантаженою і вільною для найголовнішого. Важливим компонентом методики є прийняття рішення про те, чи є можливість щось вдіяти по відношенню до різного роду інформації, яка надходить. Як способи реагування на нову інформацію пропонується або заносити дату в календар, або додавати її у список поточних дій, або розміщати у власній довідковій системі або при не достатній важливості відкладати на непередбачуване майбутнє чи повністю відкидати.
В німецькомовному світі відомим є метод ALPEN Лотара Зайверта. Планувати час пропонується використовуючи пять кроків, що відповідають першим літерам абревіатури ALPEN:
- Aufgaben, Termine und geplante Aktivitäten notieren — Нотувати завдання та заплановані дії
- Länge schätzen — Оцінювати тривалість виконання кожної дії
- Pufferzeiten einplanen — Включати у планування буферний час
- Entscheidungen treffen — Приймати рішення
- Nachkontrolle — Контроль за виконанням дій

В своїй книзі «Зроби це зараз» мотиваційний спікер Брайан Трейсі виклав основні принципи ефективного використання часу:
1. Накрийте на стіл. Визначте, чого саме ви хочете. У цьому випадку чіткість є визначальною. Запишіть свої цілі та прагнення до того, як почнете.
2. Заздалегідь плануйте кожен день. Думайте на папері. Кожна хвилина, витрачена на планування, може заощадити п’ять чи десять хвилин на виконання.
3. До всього застосовуйте правило 80/20. Двадцять відсотків вашої діяльності дають 80 % ваших результатів. Завжди зосереджуйте сили на виконанні цих 20 %.
4. Думайте про наслідки. Вашими найважливішими завданнями й пріоритетами є ті, які мають найсерйозніші наслідки, позитивні чи негативні, для вашого життя і роботи. Зосередьтесь на них.
5. Займайтесь творчою прокрастинацією. Оскільки ви не можете виконати все, ви повинні навчитися свідомо відкладати виконання тих завдань, які мають невелику цінність, щоб отримати досить часу для того, що дійсно має значення.
6. Постійно використовуйте метод АБВГД. Перед початком роботи над переліком завдань витратьте час на впорядкування їх за пріоритетністю й цінністю, аби впевнитись, що працюєте над дійсно важливими.
7. Зосередьтесь на сферах ключових результатів. Знайдіть і визначте ті результати, які необхідні вам для якісного виконання вашої роботи, і працюйте над ними протягом дня.
8. Скористайтеся законом трьох. Визначте три речі у своїй роботі, що відповідають за 90 % вашого внеску, а тоді зосередьтесь на виконанні їх передусім. Ви помітите, що у вас з’явилося більше часу для родини та особистого життя.
9. Перед початком ретельно готуйтесь. До початку роботи переконайтесь, що все потрібне у вас під рукою. Зберіть папери, інформацію, всі засоби та робочі матеріали, цифри, які можуть знадобитись, щоб почати роботу й продовжувати її.
10. Рухайтесь від бочки до бочки. Найбільше й найважливіше завдання можна виконати, якщо йти до цього крок за кроком.
11. Удосконалюйте свої ключові навички. Що більше ви маєте знань і навичок щодо своїх ключових завдань, то швидше почнете їх виконувати й завершите.
12. Використовуйте свої особливі таланти. Визначте, що у вас виходить особливо добре або могло б виходити добре, і киньте всі сили на виконання цього.
13. Визначте основні перепони. Визначте труднощі й важкі моменти, внутрішні та зовнішні, які обмежують швидкість, із якою ви досягаєте найважливіших цілей, та зосередьтесь на їх подоланні.
14. Тисніть на себе. Уявіть, що вам потрібно поїхати з міста на місяць, і працюйте так, наче мусите завершити всі важливі справи до від’їзду.
15. Максимізуйте свої особисті сили. Визначте періоди найвищої фізичної та розумової активності щодня й сплануйте виконання найважливіших і найважчих завдань у цей час. Відпочивайте багато, щоб мати змогу працювати на повну силу.
16. Мотивуйте себе діяти. Будьте для себе групою підтримки. У кожній ситуації шукайте позитив. Зосередьтесь на розв’язанні, а не проблемі. Завжди будьте налаштовані оптимістично й конструктивно.
17. Позбудьтесь технологічного рабства. Використовуйте технології для покращення якості комунікації, проте не дозволяйте їм поневолити себе. Навчіться час від часу вимикати всі девайси й залишати їх.
18. Діліть завдання на частини. Розбивайте об’ємні, складні завдання на невеличкі шматочки й починайте з невеликої частини.
19. Створюйте великі блоки часу. Організовуйте свій день навколо великих блоків часу, протягом яких можна зосередитись на виконанні значних завдань.
20. Розвиньте відчуття крайньої необхідності. Виробіть у себе звичку швидко переходити від одного важливого завдання до іншого. Станьте людиною, яка відома швидким та якісним виконанням завдань.
21. Виконуйте завдання по одному. Ставте чіткі пріоритети, негайно починайте працювати над найважливішим завданням і працюйте, доки не виконаєте його на 100 %. Оце і є ключем до високого рівня виконання та максимальної особистої продуктивності. [2]